# Ciklostil
Ciklostil je stroj za umnožavanje tekstova na ručni ili elektromotorni pogon. Matrica se izrađuje od impregniranog papira, na pisaćem stroju bez strojopisne vrpce. Nakon njene izrade, matrica se pričvršćuje na sito stroja koje kruži preko valjaka i s njega na matricu prenosi bojilo. Prolaskom bojila kroz matricu, tekst se otiskuje na papir. Rabi se za umnožavanje manjeg broja primjeraka. Danas se za takvu vrstu umnožavanja rabi fotokopirni stroj.